# Frank Séchehaye
Frank Séchehaye (Genève, 3 november 1907 - Lausanne, 13 februari 1982) was een Zwitsers voetballer die speelde als doelman.

## Carrière
Séchehaye begon bij de jeugd van Étoile Carouge FC, bij deze ploeg maakte hij ook zijn profdebuut. In 1929 tekende hij bij de Franse club Club français. Na twee seizoenen keert hij terug naar Zwitserland om te spelen bij Servette. Hierna speelde hij nog bij Lausanne-Sport. Hierna werd hij trainer bij verschillende clubs in Zwitserland maar hij bleef nooit twee seizoenen.
Hij maakte in 1927 zijn debuut voor Zwitserland en ging mee in 1928 naar de Olympische Spelen en in 1934 naar het WK in Italië. In totaal kwam Séchehaye aan 37 interlands voor zijn land.

## Erelijst

### Als speler
- Club français
  - Coupe de France: 1931
- Servette
  - Landskampioen: 1933, 1934
- Lausanne-Sport
  - Landskampioen: 1935, 1936
  - Zwitserse voetbalbeker: 1935

### Als trainer
- Lausanne-Sport
  - Zwitserse voetbalbeker: 1962